# Stay (Miley Cyrus)
Stay è un brano musicale della cantante statunitense Miley Cyrus, ottava traccia del suo terzo album in studio Can't Be Tamed.

## Classifiche
| Classifiche (2010) | Posizione massima |
| ------------------ | ----------------- |
| Canada             | 61                |
| Stati Uniti        | 75                |